# Dortmunder Lehrlingstheater
Das Dortmunder Lehrlingstheater bestand von 1970 bis 1984 und spielte als Wandertheater selbst geschriebene Stücke, die sich mit der Arbeitswelt von Jugendlichen und jungen Erwachsenen beschäftigten. Ursprünglich als politisch ambitionierte Initiative Theater Dortmund um den Studenten Kurt Eichler gegründet, entwickelte sich die Initiative innerhalb weniger Jahre zu einem der bekanntesten Lehrlingstheater der Bundesrepublik Deutschland. Als gesellschaftliches Phänomen gehört es zur Lehrlingsbewegung der 1970er-Jahre. Außerdem zählt es zu den ersten freien Theatern des Ruhrgebiets überhaupt.

## Stücke
Das Dortmunder Lehrlingstheater produzierte insgesamt acht eigene Stücke, hinzu kam die Mitwirkung an den Revuen Vorwärts und nicht vergessen der Kultur Kooperative Ruhr 1976/1977 und Kollegen, packt an! der IG Metall 1980/81.

### Der große Beschiß
Das erste Stück thematisiert die Entwicklung des Schulabgängers Erwin zum kritischen Lehrling, der lernt, dass nur durch Solidarität aller Lehrlinge die Zustände verändert werden können. Es wurde am 29. Januar 1972 im Freizeitzentrum West uraufgeführt, die letzte von zwanzig Aufführungen erfolgte am 15. September 1975 im Fritz-Henßler-Haus.

### Klassenkampf!

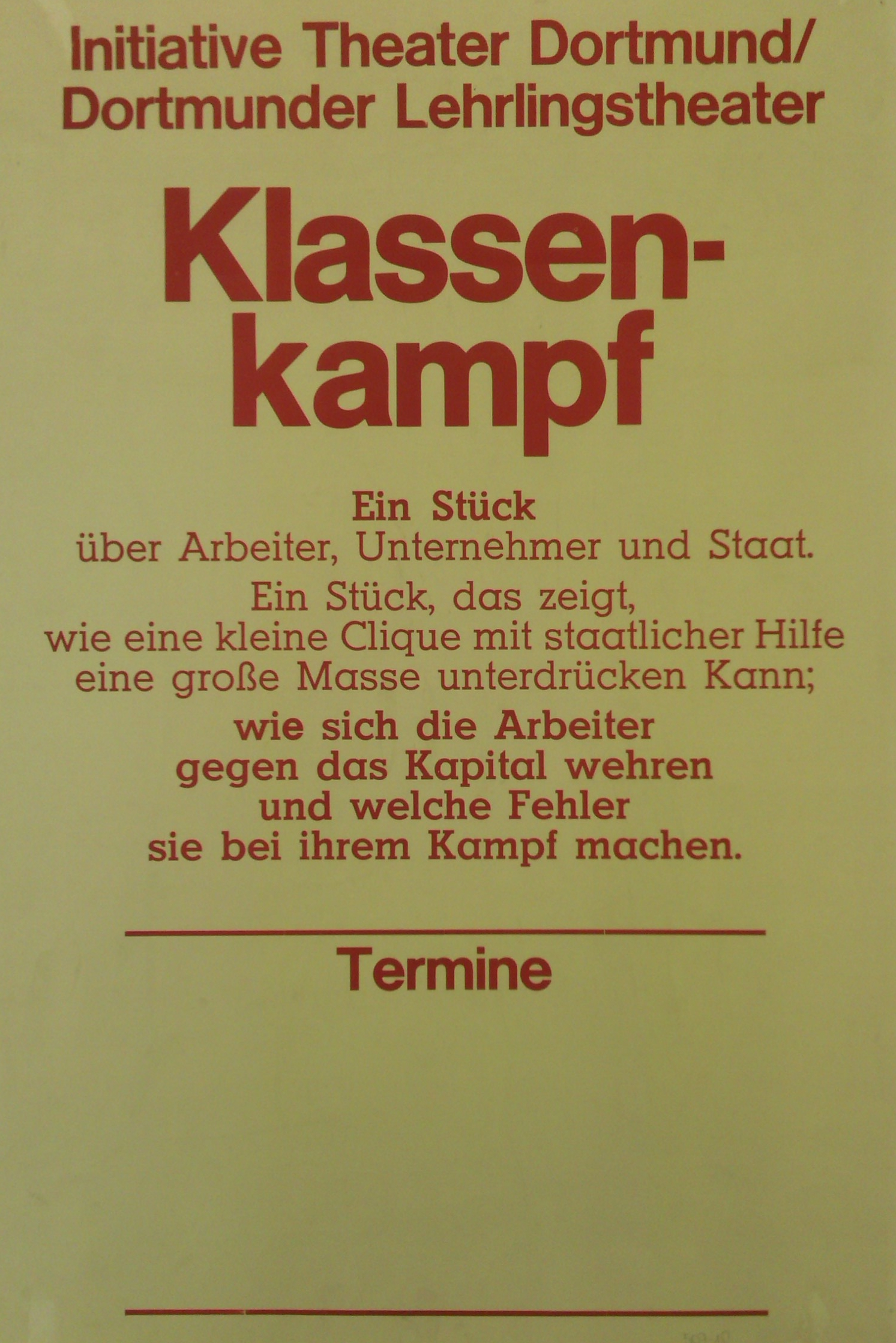
Eindruck-Plakat für das Stück „Klassenkampf“, 1972

Am Beispiel des 1972 geänderten Betriebsverfassungsgesetzes und seiner Umsetzung in den Alltag eines Betriebs bringt das Stück die Botschaft auf die Bühne, Staat und Unternehmer arbeiteten Hand in Hand zur „Unterdrückung der großen Masse der arbeitenden Bevölkerung“. Zwischen dem 7. Dezember 1972 und dem 26. Juni 1973 wurde das Stück, das aus fünf Szenen sowie einem Vor- und einem Nachspiel besteht, siebenmal aufgeführt.

### 1. Mai 1929
Das historisch angelegte 1.-Mai-Stück nach dem Roman Barrikaden am Wedding von Klaus Neukrantz wurde nur einmal aufgeführt, am 27. April 1973 im Freizeitzentrum West.

### Alle Räder stehen still
Am 9. Oktober 1973 führte das Dortmunder Lehrlingstheater dieses Stück zum ersten Mal bei einer Veranstaltung der Dortmunder Volkshochschule auf, die offizielle Premiere fand am 29. November 1973 ebenfalls in Dortmund statt. Es war das erste Stück des Theaters, das anhaltenden Publikumserfolg erlebte: 41 Aufführungen zwischen Oktober 1973 und Dezember 1974 (sowie zwei Aufführungen des Stücks im Jahr 1975) belegen eine intensive Nachfrage. Das Stück war das bis dahin umfangreichste und textlich intensivst ausgearbeitete. Nach dem Muster einer Familiengeschichte erzählt es die Geschichte eines spontanen, erfolgreich beendeten Streiks bei der Huch AG (eine Anspielung auf die Dortmunder Hoesch AG). Der Titel zitiert eine sehr bekannte Zeile aus dem Bundeslied für den Allgemeinen Deutschen Arbeiterverein.

### Da bleibt dem Chef die Spucke weg

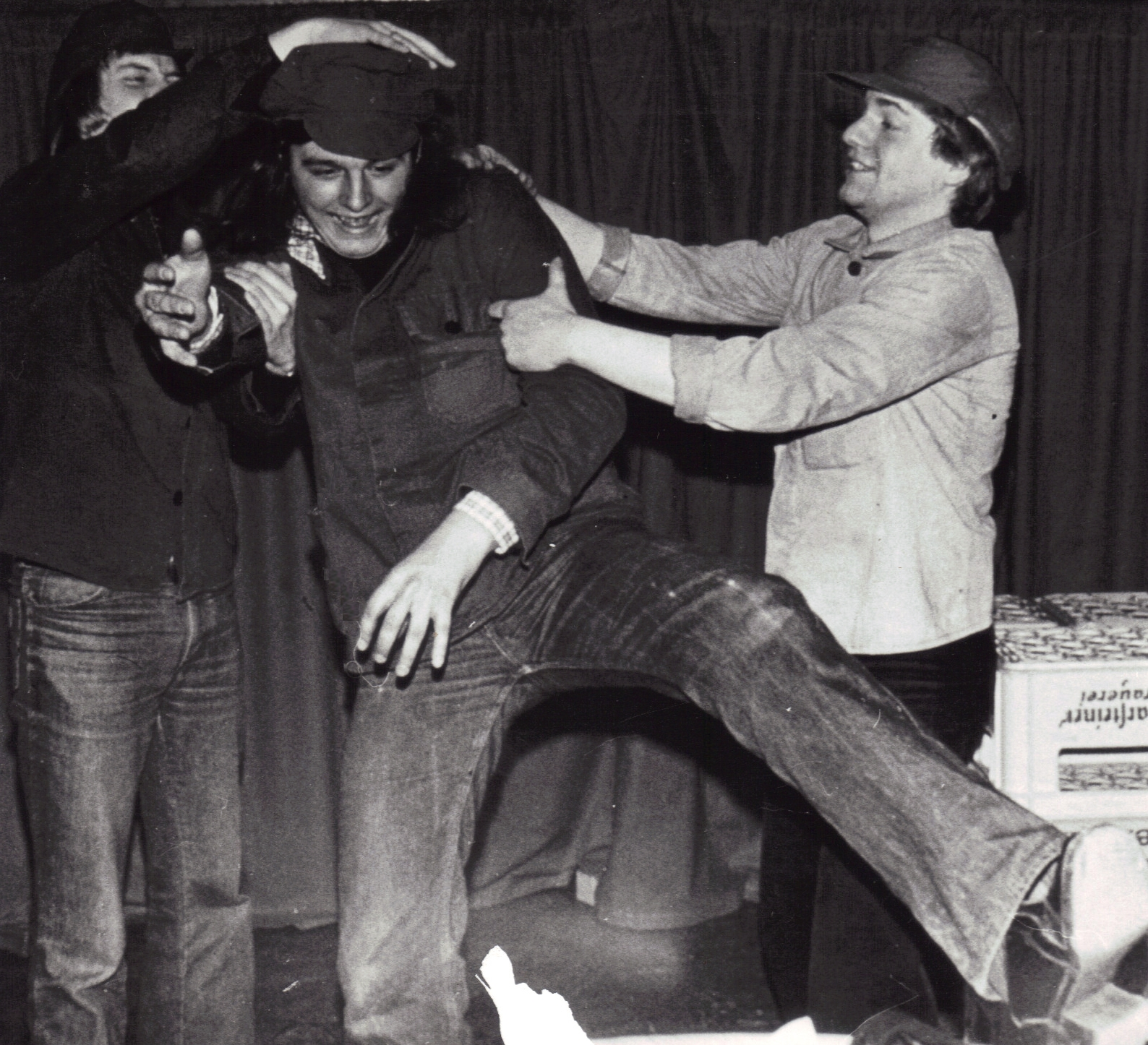
Szene aus dem Stück „Da bleibt dem Chef die Spucke weg“, um 1975

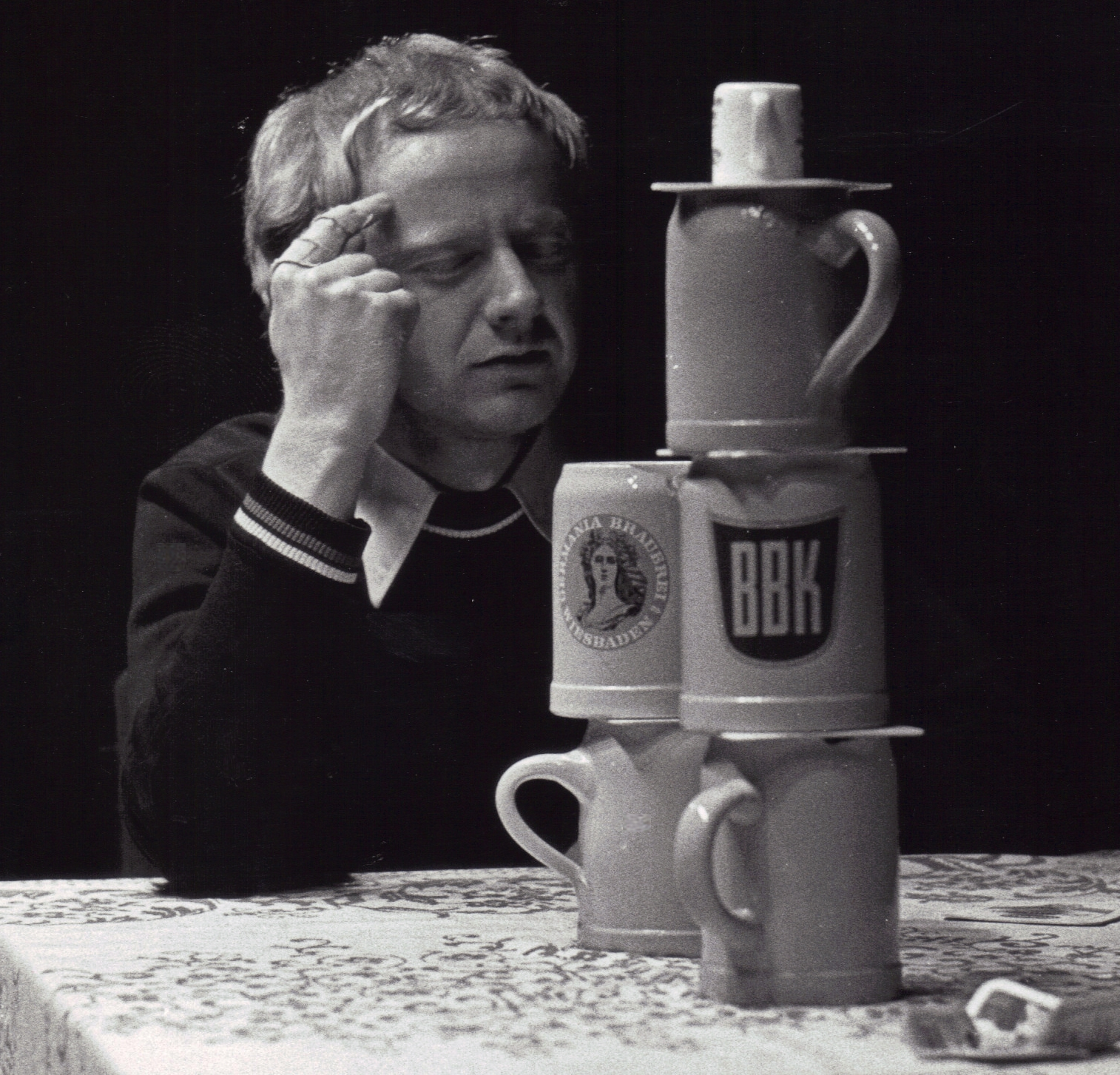
Die „Stufen-Ausbildung“, symobilsiert durch aufeinander gestapelte Bierkrüge; aus „Da bleibt dem Chef die Spucke weg“, um 1976

Seit Dezember 1974 spielte das Dortmunder Lehrlingstheater dieses Stück. Die Uraufführung fand am 3. Dezember im Fritz-Henßler-Haus statt und nach insgesamt annähernd achtzig Aufführungen war es am 9. Juni 1977 zum letzten Mal im Haus der Jugend in Witten zu sehen. Es war das am häufigsten gespielte Stück der Gruppe überhaupt. Die erstmalige Aufteilung des Stoffs in zwei Handlungsstränge spiegelt die verschiedenen Interessengruppen beim Dortmunder Lehrlingstheater wider: auf der einen Seite die betrieblich-gewerkschaftlich engagierten „älteren“ Mitglieder, auf der anderen Seite die „jüngeren“, die sich in der aufkommenden Jugendzentrumsbewegung engagierten. Mit einem Streik wehren Auszubildende ein umstrittenes Ausbildungsstufenmodell ab; das bleibt aber ein Teilerfolg, weil der bestreikte Betrieb, die Huch AG, in Zukunft weniger Auszubildende einstellen wird.

### Wir stellen ein
Das Stück „versteht sich als ein Diskussionsbeitrag zur gewerkschaftlichen Forderung nach realer Arbeitszeitverkürzung bei vollem Lohnausgleich zum Abbau von Arbeitslosigkeit“. Zwischen 1977 und 1978 wurde es insgesamt 41-mal aufgeführt. In den zwölf Szenen sind die Zusammenhänge von Arbeitslosigkeit (unter Jugendlichen), Kurzarbeit und Überstunden das zentrale Thema.

### Lehrjahre – Mangelware

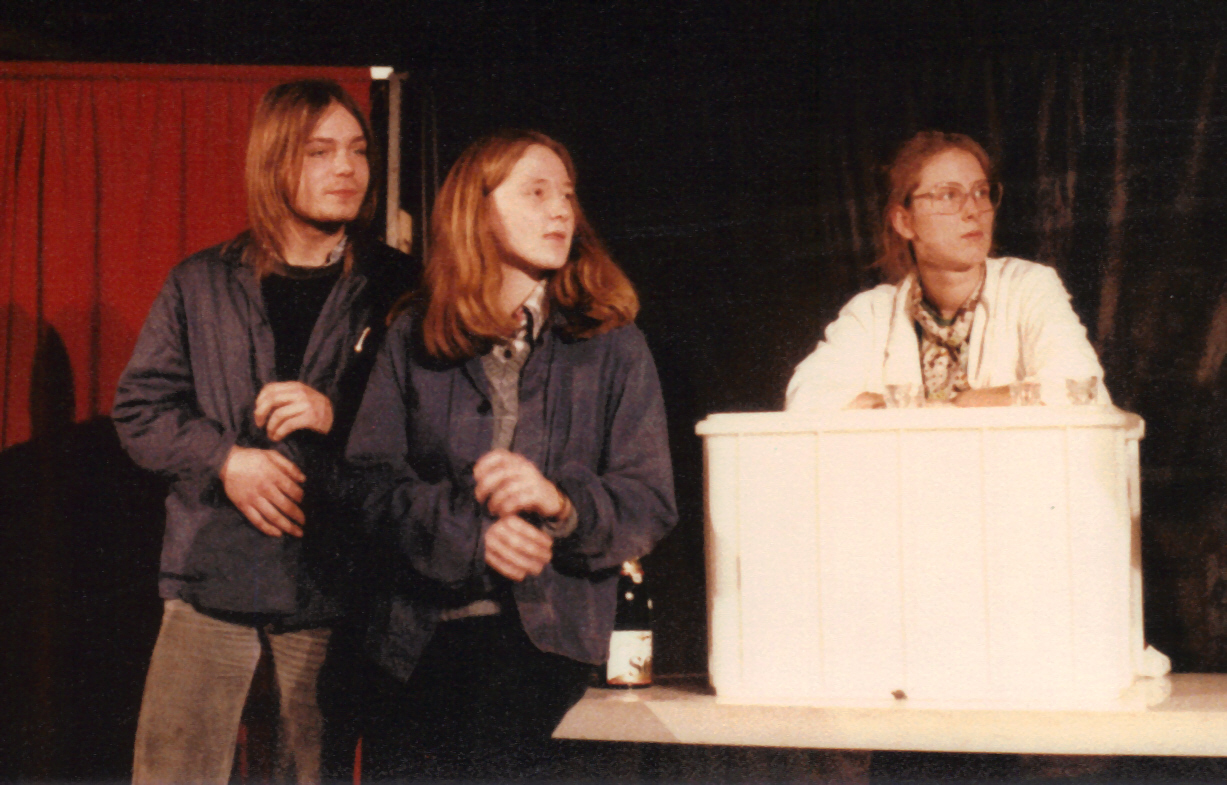
Lehrstellen-Verlosung in dem Stück „Lehrjahre – Mangelware“, um 1979

„Lehrjahre – Mangelware“ spielt wieder im Metallbetrieb Huch und ist eine „Fortsetzung“ von Wir stellen ein. In den elf Szenen des Stücks geht es um tatsächliche oder drohende Arbeitslosigkeit unter Jugendlichen und den (erfolgreichen) gemeinsamen Kampf von Jugendlichen, Betriebsrat und Gewerkschaft zur Verhinderung von Ungerechtigkeiten im Betrieb und zur Sicherung der Arbeitsplätze. Zwischen 1978 und 1980 wurde das Stück 40-mal gespielt, außerdem noch zweimal 1981 und einmal 1982.

### Wie kommst Du denn auf das schmale Brett
Es war das letzte Stück und wurde ab Mai 1981 gespielt. Die Aufführung des Stücks beim Festival der freien Dortmunder Theatergruppen am 14. Juni 1984 war zugleich der letzte Auftritt des Dortmunder Lehrlingstheaters mit einem kompletten Stück. Durch eine Clique von Jugendlichen verläuft die Spaltung der Gesellschaft in Menschen mit und ohne Arbeitsplatz. Aktueller Bezug waren die Demonstrationen unter dem Motto „Stahlwerk jetzt“, mit denen Stahlarbeiter und Bevölkerung seit dem Herbst 1980 in Dortmund für den Erhalt des Stahlstandorts Dortmund kämpften.

## Aufführungspraxis
Der lokale Bezugspunkt der Gruppe war stets Dortmund, dennoch hat sie sich keineswegs auf die Stadt beschränkt, sondern sich im Laufe der Zeit ein immer größeres Einzugsgebiet erarbeitet. Mit zunehmender Berichterstattung in der regionalen und überregionalen Presse und einigen Auftritten im Rundfunk und im Fernsehen wurde die Gruppe auch über Dortmund hinaus bekannt.
Da sie nicht über eine eigene Bühne verfügte, trat sie als „Wandertheater“ in den vom Veranstalter bereitgestellten Räumen auf. Veranstalter waren vor allem kommunale Jugendzentren und Jugendämter, Volkshochschulen, Jugendverbände, Parteien und Gewerkschaften. Mehrfach trat das Theater auch bei (Jugend-)Theaterfestivals auf.
Die Aufführungen eines Stückes unterschieden sich je nach mitspielenden Akteuren und nach „Tagesform“. Die von der Gruppe gemeinsam entwickelten und diskutierten schriftlichen Stücktexte bildeten das Gerüst, auf dem sich die Akteure bewegten, der gesprochene Text war dagegen nicht frei von spontanen Assoziationen der Akteure. Die Anforderungen an die „Bühne“ und die Requisiten waren minimal. Charakteristisch waren in den ersten Jahren ein roter und ein weißer Vorhang, eine Anzahl leerer Bierkästen, die je nach Anforderung Tische, Stühle und sonstige Möbelstücke darstellten, später kam eine Leinwand hinzu, auf die per Dia die „Bühnenbilder“ projiziert wurden. Die Darstellung der Figuren war meist recht plakativ: So trug der Unternehmer Anzug und Hut, die Arbeiter Blaumänner und die Arbeitsamtsberaterin eine dicke Brille.

## Mitglieder
Das Dortmunder Lehrlingstheater hatte mit relativ großen Schwankungen zwischen etwa zehn und 30 Mitglieder. Entsprechend der persönlichen Interessen und der unterschiedlichen Lebens- und Berufsplanungen waren einige nur wenige Monate aktiv, andere betätigten sich über viele Jahre in der Gruppe.

## Überlieferung
Das Archiv des Dortmunder Lehrlingstheaters wurde von Kurt Eichler im Jahre 2007 an das Dortmunder Fritz-Hüser-Institut für Literatur und Kultur der Arbeitswelt abgegeben. Bei vielen freien Theatern haben deren prekäre wirtschaftliche Situation, die hohe Fluktuation der Mitwirkenden und die meist fehlende Anbindung an einen Archivträger dazu geführt, dass die privat aufbewahrten Unterlagen der Öffentlichkeit nicht zugänglich sind oder bereits vernichtet wurden. Das Archiv des Dortmunder Lehrlingstheaters im Fritz-Hüser-Institut dokumentiert und repräsentiert daher einen wesentlichen Aspekt der (freien) deutschen Theatergeschichte.